# 科雷馬

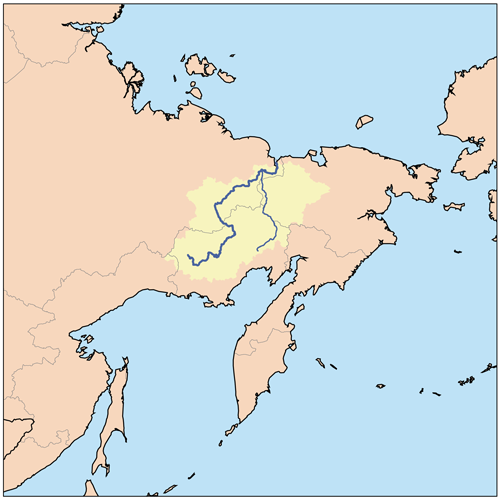
科力馬盆地的範圍

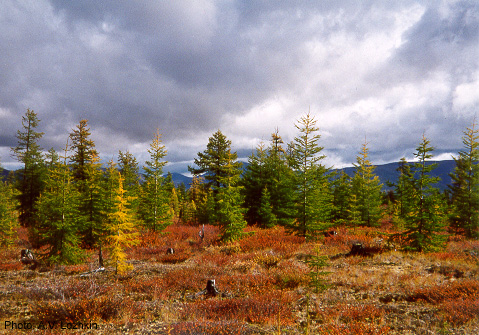
科雷馬高地的落葉松屬森林

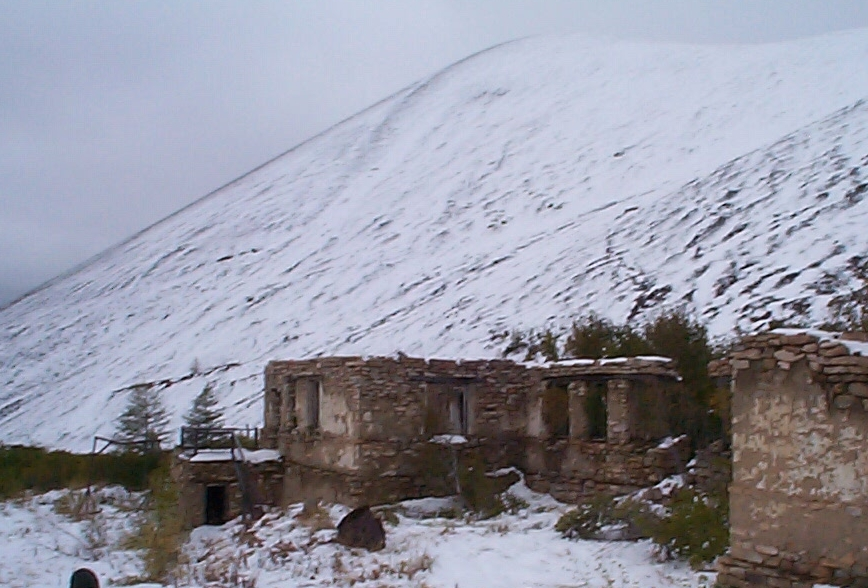
當地已廢棄的布圖吉查格礦坑

科雷馬（羅馬化：Kolyma）是位於俄羅斯遠東地區的低地，被東西伯利亞海和北冰洋以及南部的鄂霍次克海环繞。該地區的名稱來自科雷馬河和科雷馬山脈，其中部分地區直到1926年才被發現。今天，該地區大部分由楚科奇自治区和馬加丹州地區組成和管理。
該地區，其中一部分在北極圈內，具有副极地气候，冬季非常寒冷，持續時間長達六個月。永久凍土和苔原覆蓋了該地區的很大一部分。冬季平均溫度範圍為-19°C至-38°C（內部甚至更低），夏季平均氣溫為3°C至16°C。黃金，白銀，錫，鎢，汞，銅，銻，煤，油，泥炭等礦產儲量豐富。
這裡由於礦物豐富，在斯大林的高速工業化政策下，大批政治犯（許多是知識分子）和富農被流放至這里的古拉格和殖民区挖掘黃金和建設科雷馬公路，隨著第二次世界大戰結束時盟國部隊或紅軍解放數以千計的前蘇聯戰俘的到來，科雷馬的囚犯人數大大增加，被判犯有通敵行為的人被發配至此服刑10-25年。
在1954年科雷馬古拉格中的犯人大部分被轉換為自由勞工，而在1956年，赫魯曉夫下令大赦許多囚犯。
因惡劣的氣候和微薄的食物、工作過度，據估計，從20世紀30年代到50年代中期，有25萬到130多萬人在營地遇害，約有10萬名囚犯被槍殺。